# Agente General

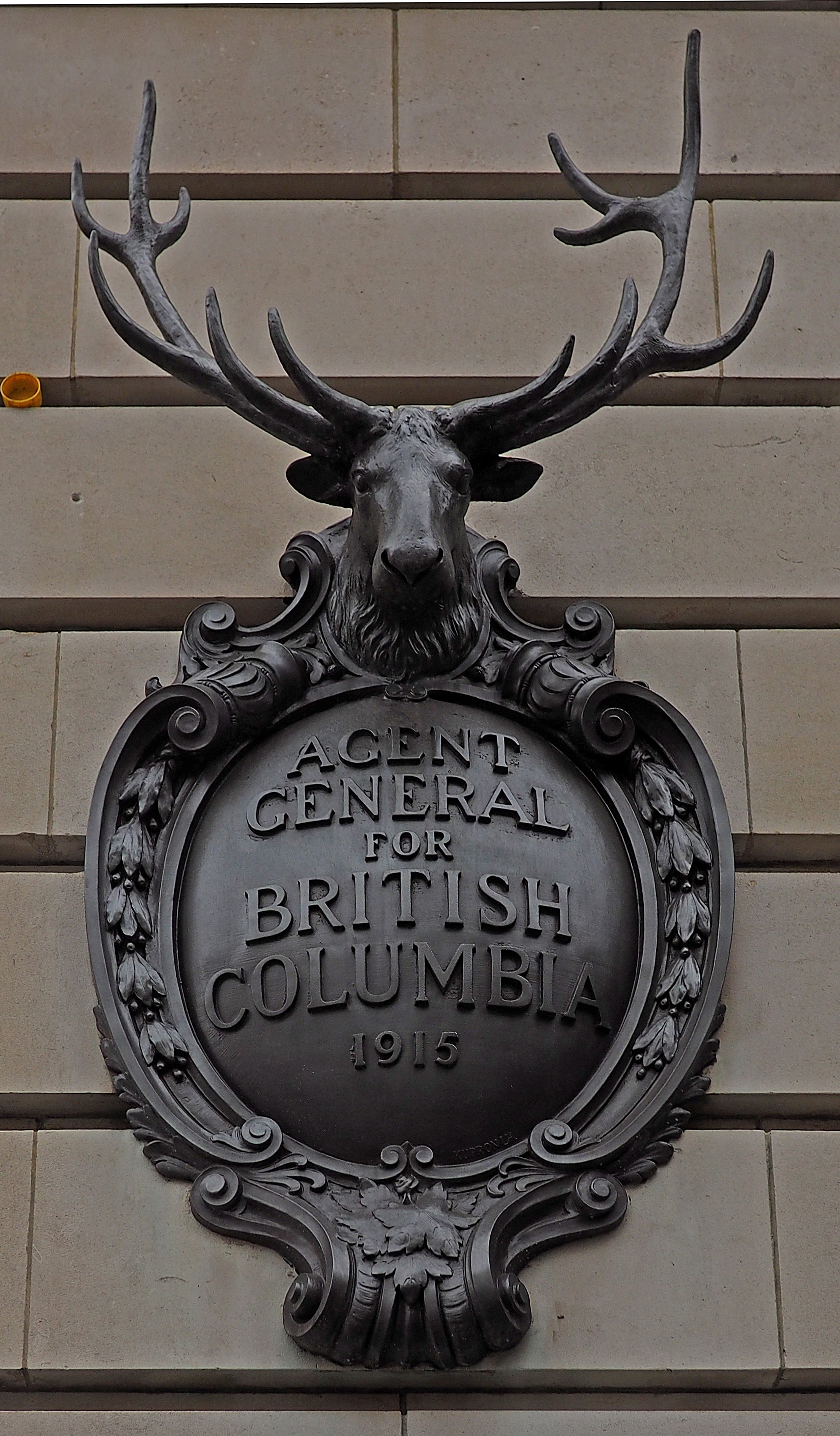
Placa del Agente General de la Columbia Británica en Londres.

Un Agente General era el representante del gobierno de las colonias británicas en Canadá, Sudáfrica, Australia o Nueva Zelanda y posteriormente de una provincia canadiense o de un estado australiano, que reside en el Reino Unido. Los gobiernos federales de Australia y Canadá eran representados por una Alta Comisión.
En la década de 1990, algunos gobiernos de los estados australianos consideraron que el cargo de su respectivo Agente General en Londres era un anacronismo costoso, inclusive para la promoción de turismo e inversión, y por consiguiente fueron abolidos y subsumidos en la Alta Comisión de Australia. En la actualidad, algunos estados de Australia mantienen un Agente General en Londres.
También, la mayoría de las provincias de Canadá no están representadas por un Agente General, aunque Quebec tiene un Despacho de Gobierno en Londres (Délégation Générale du Québec à Londres, Quebec Government Office in London).